# Il cadetto Winslow
Il cadetto Winslow (The Winslow Boy) è un'opera teatrale di Terence Rattigan, portata al debutto a Londra nel 1946. La pièce è tratta dal caso del cadetto della Royal Navy George Archer-Shee, che divenne protagonista di una vera e propria cause célèbre che lo vide accusato di aver rubato vaglia postali del valore di cinque scellini nel 1910.

## Trama
Ronnie Winslow, un cadetto quattordicenne del Royal Naval College, viene accusato di aver rubato dei vaglia postali dal valore di cinque scellini e, dopo che l'accademia ha svolto un'indagine interna senza informare la famiglia, l'adolescente viene espulso. Il padre Arthur Winslow, tuttavia, crede nell'innocenza di Ronnie e con l'aiuto della figlia Catherine, una suffragetta, e l'amico di famiglia Desmond Curry lancia una compagna per ripulire il nome del figlio. I Winslow riescono ad assumere uno dei migliori avvocati del tempo, Sir Robert Morton (ispirato alla figura di Sir Edward Carson, che rappresentò Archer-Shee), noto soprattutto come parlamentare bisbetico, che dopo aver interrogato serratamente il cadetto accetta le sue proteste di innocenza. Morton non esita a schierare i suoi parlamentari in favore dei Winslow, anche se Catherine continua a non fidarsi dell'uomo: non capisce come mai un avvocato di quel livello abbia accettato un caso del genere e non apprezza che l'uomo sia contrario al suffragio femminile.
Il governo - che il Royal Naval College rappresenta - non vuole che il caso Winslow proceda perché lo ritiene pericoloso per gli interessi dell'Ammiragliato, ma il giovane Ronnie si è ormai guadagnato le simpatie della nazione, grazie agli sforzi pubblici di Catherine e l'accorato discorso tenuto alla camera dei comuni da Sir Robert; il governo cede alle pressioni e lascia che il caso Winslow arrivi a processo. In tribunale, Sir Robert smonta ogni accusa dell'Ammiragliato, che ritira tutte le accuse ai danni di Ronnie per evitare una sconfitta al processo. Ronnie viene dichiarato innocente, ma il processo continua a pesare sul resto della famiglia: la salute di Arthur, già fragile, ha subito bruschi peggioramenti per lo stress e i soldi per la dote di Catherine e per le tasse universitarie di Dickie sono finiti in tasse processuali.John Watherstone, il ragazzo di Catherine, rompe il fidanzamento per le continue pressioni del padre (un colonnello dell'esercito), costringendo quindi Catherine a prendere in seria considerazione la sincera offerta di matrimonio di Desmond, che lei però non ama. Il finale lascia però intendere che Catherine si potrebbe invece sistemare con Sir Robert, che si accorge di aver giudicato male e frettolosamente.

## Storia degli allestimenti
Il cadetto Winslow esordì a Londra nel 1946, per la regia di Glen Byam Shaw e un cast che comprendeva Emlyn Williams, Mona Washbourne ed Angela Baddeley. Sempre diretta da Shaw, la commedia drammatica fece il suo debutto a Broadway il 29 ottobre 1947 e rimase in cartellone all'Empire Theatre per 246 rappresentazioni fino al 1 maggio 1948; Alan Webb interpretava Arthur Winslow. Sempre nel 1948 Anthony Asquith dirette un adattamento cinematografico della pièce intitolato Tutto mi accusa, con Robert Donat, Cedric Hardwicke e Margaret Leighton. Nel 2013 il dramma fu riproposto a Broadway per 85 rappresentazioni, per la regia di Lindsay Posner e prodotto dall'Old Vic. Il cast comprendeva Mary Elizabeth Mastrantonio (Grace Winslow), Zachary Booth (Dickie), Roger Rees (Arthur) e Alessandro Nivola (Robert Morton); nello stesso anno la produzione di Posner andò in scena all'Old Vic di Londra con Henry Goodman nel ruolo di Arthur.
Ernesto Calindri diresse ed interpretò la prima italiana del dramma, portata in scena nel 1953 e ripresa e riproposta dalla Rai in televisione durante l'anno successivo; accanto a Calindri recitarono nella compagnia anche Valeria Valeri, Franco Giacobini, Giancarlo Maestri, Lia Zoppelli, Isabella Riva ed Alvaro Piccardi. Pur rivelandosi un successo di pubblico, la critica italiana accolse più freddamente la commedia drammatica di Rattigan e Salvatore Quasimodo la definì "un drammetto [...] che s'arrampica a cremagliera sui buoni sentimenti dell'uomo e li raggiunge con la tecnica elementare dell'umoroso romanticismo di De Amicis". Nel 1980 Calindri riportò in scena la pièce, questa volta con la compagnia del San Babila di Milano e suo figlio Gabriele Calindri nel ruolo del protagonista; ancora una volta l'opera in sé ricevette recensioni tiepide, con Carlo Terron che definì il testo "più un'opera di bravura che di ispirazione".

## Adattamenti
Dal dramma sono stati tratti due adattamenti cinematografici: Tutto mi accusa di Anthony Asquith (1948) e Il caso Winslow di David Mamet (1999).